# 行動後檢討
行動後檢討（英語：after action review, AAR）， 又譯行動後學習、行動後反思、行動後回顧，是流程改进的工具，透過檢討行动的预期结果和实际结果，改進行動。 最初，美国陆军開發行動後檢討（AAR），作為任務檢討工具。 美国所有军种，以及许多其他非美国组织，均采用正式的行動後檢討（AAR）。  廣泛應用下，行動後檢討（AAR）扩展至商业领域，成为知识管理工具。 
一輪行動後檢討（AAR）循環中，领导者須确立意图、规划、准备、行动和檢討。  行動後檢討（AAR）不同於汇报，需先對预期结果与实际的结果进行比较。   行動後檢討（AAR）与事后分析的不同之处在于，行動後檢討（AAR）严格关注参与者自身的行为；参与者須將审查中的经验教训付诸实践。   參與者不會为其他人提供建议。 

## 外部連結
- Homeland Security Digital Library Leader's Guide to After-Action Reviews (Alternate Title: Army Training Circular 25-20: Leader's Guide to After-Action Reviews).
- UNICEF After Action Review, September 2015